# SYR5
SYR5 es un álbum de 2000 interpretado por Kim Gordon, DJ Olive y Ikue Mori.
Siguiendo con la tradición del sello SYR por utilizar en las notas de la carátula lenguajes foráneos, para SYR5 se utilizó esta vez el japonés.

## Lista de canciones
1. «Olive's Horn» – 4:22
2. «International Spy» – 2:41
3. «Neu Adult» – 2:35
4. «Paperbag / Orange Laptop» – 6:18
5. «Stuck on Gum» – 4:05
6. «Fried Mushroom» – 8:25
7. «What Do You Want? (Kim)» – 3:55
8. «Lemonade» – 6:38
9. «We Are the Princesses» – 3:36
10. «Take Me Back» – 4:25
11. «Take It to the Hit» – 7:32